# Atelopus peruensis
Espèce
Statut de conservation UICN

 CR A2ace : 
En danger critique
Atelopus peruensis est une espèce d'amphibiens de la famille des Bufonidae.

## Répartition
Cette espèce est endémique du Nord du Pérou. Elle se rencontre dans la puna et la subpuna dans les régions de Piura, de Cajamarca et d'Ancash entre 2 800 et 4 200 m d'altitude dans les Andes.

## Étymologie
Son nom d'espèce, composé de peru et du suffixe latin -ensis, « qui vit dans, qui habite », lui a été donné en référence au lieu de sa découverte.

## Publication originale
- Gray & Cannatella, 1985 : A New Species of Atelopus (Anura, Bufonidae) from the Andes of Northern Perú. Copeia, vol. 1985, no 4, p. 910-917.